# God, Nederland en Oranje
God, Nederland & Oranje was een aan de Provo-beweging verbonden cartoontijdschrift met veel publicaties van 'Willem' (pseudoniem van Bernard Willem Holtrop). De nogal provocerende cartoons (onder andere een spotprent van koningin Juliana als raamprostituée in nr. 1) leidden geregeld tot inbeslagname en strafvervolging.
Ook het 5e nummer, dat maart 1967 verscheen, werd in beslag genomen. Opnieuw was een tekening van koningin Juliana de aanleiding. Tekenaar Pierre tekende haar als striptease danseres, met een wolkje uit haar mond: 'Ich bin von Kopf bis Fuss auf Guldens eingestellt...'. De uitgever Hans Metz werd hiervoor gearresteerd en tot vier weken celstraf veroordeeld, die hij inmiddels in voorarrest al had uitgezeten.
In totaal zijn tussen september 1966 en maart 1968 tien nummers verschenen.